# North Carolina Central University

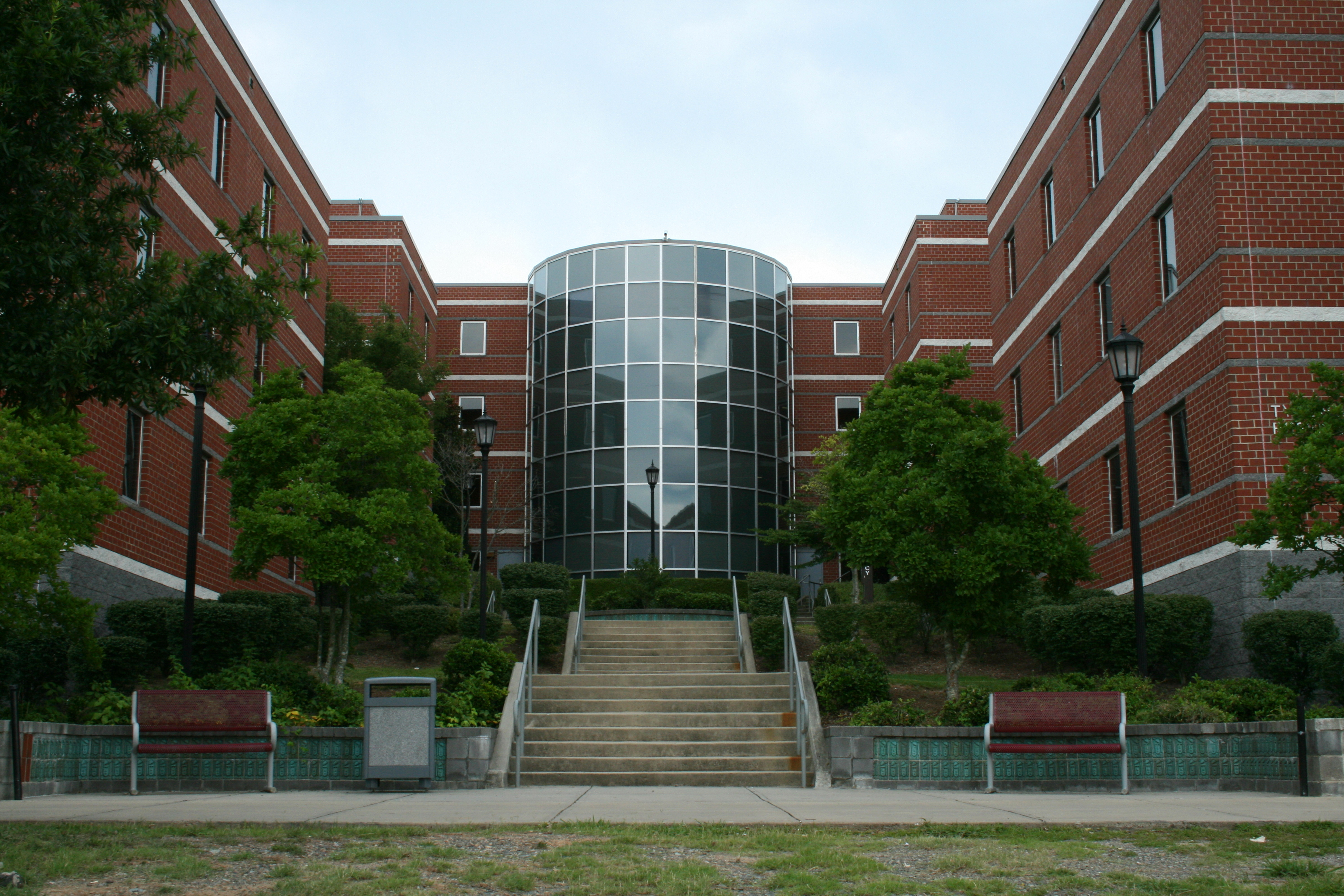
New Residence Hall I

North Carolina Central University (NCCU) ist eine der historischen afroamerikanischen Universitäten (Historically black colleges and universities – HBCUs), die während der Rassentrennung eingerichtet wurden, um afroamerikanischen Schülern und Studenten aus anderen Ethnien die höhere Schulbildung zu ermöglichen. Sie liegt in der Stadt Durham im Bundesstaat North Carolina in den Vereinigten Staaten von Amerika. NCCU ist die zweitgrößte HBCU in North Carolina nach der North Carolina Agricultural and Technical State University und eine Mitgliedseinrichtung des Thurgood Marshall Scholarship Fund.

## Geschichte
Koordinaten: 35° 58′ 35″ N, 78° 54′ 3″ W
Die Einrichtung wurde 1909 gegründet und 1910 unter dem Namen National Religious Training School in Chautauqua eröffnet. Ihr erster Leiter war James E. Shepard, ein Absolvent der Shaw University und Mitbegründer der North Carolina Mutual Bank. Nach finanziellen Schwierigkeiten wurde die Schule 1915 als National Training School neu organisiert und nach dem Verkauf an den Staat zur Durham State Normal School umbenannt.
1925 wurde sie zu einem vierjährigen College, dem North Carolina College for Negroes (NCC), umstrukturiert. Damit wurde die NCC zum ersten staatlich unterstützten afroamerikanischen College, das die in Amerika verbreitete Liberal Arts Education für Schwarze anbot. Nach Erweiterung des Angebots wurde die NCC 1937 von der Southern Association of Colleges and Schools akkreditiert.
Wie viele amerikanische „Colleges for Negroes“ wurde auch das NCC Zuflucht für Akademikerinnen und Akademiker, die vor der Naziherrschaft aus Europa geflohen waren und in den USA eine neue Heimat fanden. Einer von ihnen war Ernst Moritz Manasse, der am 26. September 1939 als erste weiße Lehrkraft überhaupt seinen Dienst am NCC antrat. Manasses Frau, Marianne Manasse, war ebenfalls am NCC als Deutschlehrerin tätig.
Als erster Hochschulstudiengang wurde 1940 Rechtswissenschaft eingerichtet, 1941 folgte Bibliothekswissenschaft. Eine weitere Umbenennung in North Carolina College at Durham folgte 1947, im selben Jahr starb James Shepard, nachdem er die Hochschule fast 40 Jahre geleitet hatte. Den heutigen Namen North Carolina Central University erhielt die Schule 1967, der Namensbestandteil „Central“ wurde gewählt, um die eingebürgerte Abkürzung „NCC“ erhalten zu können. 1972 wurde die Schule Teil des 16 Mitglieder umfassenden University of North Carolina Systems.

## Sport
Am 12. März 1944 fand auf dem Gelände des NCC das Secret Game statt, das erste Basketballspiel in den Südstaaten der USA. Es wurde ausgetragen zwischen dem weißen Team der Duke University und dem schwarzen Team der NCC, den Eagles. Erst am 31. März 1996 wurde dieses Spiel, welches „has become symbolic of how resistance to Jim Crow occurred outside the traditional civil rights movement“, einer breiten Öffentlichkeit bekannt. Scott Ellsworth, ein Historiker und Duke-Absolvent, schrieb damals darüber einen Artikel in der New York Times. Im Jahre 2015 hat er die Geschichte dieses Spiels unter dem Titel The Secret Game. A Wartime Story of Courage, Change, and Basketball’s Lost Triumph als Buch veröffentlicht.
Die Sportteams der NCCU heißen noch immer Eagles und sind seit 2010 Mitglied der Mid-Eastern Athletic Conference.

## Bekannte Alumni
- Herman Boone (1935–2019) – Footballtrainer, im Film Remember the Titans porträtiert
- Larry Black (1951–2006) – Sportler, olympischer Goldmedaillengewinner
- Mike Easley (* 1950) – Gouverneur von North Carolina
- Clarence Lightner (1921–2002) – erster afroamerikanischer Bürgermeister der Stadt Raleigh und einer Großstadt in den Südstaaten
- 9th Wonder (* 1975) – Musikproduzent, Hip-Hop
- Little Brother – Hip-Hop und Rap-Musiker
- Ivan Dixon (1931–2008) – Schauspieler
- Kim Coles (* 1966) – Komikerin und Schauspielerin
- Tex Harrison – Basketballspieler bei den Harlem Globetrotters
- Jonathan Moore (* 1982) – Basketballspieler